# ザ・ハイヴス
ザ・ハイヴス（The Hives）は、スウェーデンのロックバンド。ファゲルスタ出身。
1993年にランディ・フィッツシモンズなる人物から日時と集合場所が書かれた手紙を送られた5人がバンドを結成したと言われる。以後、この人物がバンドの第6のメンバーとして裏で今も活躍していると説明されている。
このランディ・フィッツシモンズが何者かには諸説あるが、ギターのニコラウス・アーソンのペンネームというのがもっとも有力。
2001年にイギリスでコンピレーション・アルバム『ユア・ニュー・フェイヴァリット・バンド』をリリース。その爆発的ヒットにより、ガレージロック・リバイバルの旗手として認知されるようになった。その後、2004年に『ティラノザウルス・ハイヴス』をリリース、MTVで「ウォーク・イディオット・ウォーク」がヘヴィ・ローテションにリストアップされて、世界中で大ヒットを記録した。メンバー全員が衣装の色を白と黒で統一しているのが特徴。

## メンバー
- ハウリン・ペレ・アームクヴィスト (Howlin' Pelle Almqvist) - ボーカル
- ニコラウス・アーソン (Nicholaus Arson) - ギター
- ヴィジランテ・カールストロエム (Vigilante Carlström) - ギター
- ザ・ヨハン・アンド・オンリー (The Johan and Only) - ベース
- クリス・デンジャラス (Chris Dangerous) - ドラム ※2019年に一時休養

### 旧メンバー
- ドクター・マット・ディストラクション (Dr. Matt Destruction) - ベース ※2013年脱退

### 旧ツアー・メンバー
- ジョーイ・カステロ (Joey Castillo) - ドラム ※2019年のツアーに参加

なお、ペレとニコラウスは兄弟。(ニコラウスが兄)

## ディスコグラフィ

### スタジオ・アルバム
- 『ベアリィ・リーガル』 - Barely Legal (1997年)
- 『ヴェニ・ヴィディ・ヴィシャス』 - Veni Vidi Vicious (2000年)
- 『ティラノザウルス・ハイヴス』 - Tyrannosaurus Hives (2004年)
- 『ザ・ブラック&ホワイト・アルバム』 - The Black And White Album (2007年)
- 『レックス・ハイヴス』 - Lex Hives (2012年)
- 『ザ・デス・オブ・ランディ・フィッツシモンズ』 - The Death Of Randy Fitzsimmons (2023年)

### コンピレーション・アルバム
- 『ユア・ニュー・フェイヴァリット・バンド』 - Your New Favourite Band (2002年)

### DVD
- 『タッスルズ・イン・ブリュッセル〜ライヴEP』 - Tussles In Brussels (2005年)